# سنیرکنت
سنیرکنت (به ترکی استانبولی: Senirkent) یک منطقهٔ مسکونی در ترکیه است که در استان اسپارتا واقع شده‌است. سنیرکنت  ۱٬۰۸۸ متر بالاتر از سطح دریا واقع شده‌است.